# Misa (métro de Séoul)
Pour les articles homonymes, voir Misa.
Misa (en coréen : 미사역) est une station de passage de la ligne 5 du métro de Séoul. Elle est située 90 Misagangbyeondong-ro Jiha, dans la ville de Hanam, sur le territoire de la province Gyeonggi, à l'est de Séoul, en Corée du Sud. 
Ouverte en 2020, elle est desservie par les rames qui circulent sur la ligne 5 entre Banghwa et Hanam Geomdansan.

## Situation sur le réseau

Plan du réseau du métro de Séoul (2023)

## Histoire
La station Misa est mise en service le 8 août 2020 lors de l'ouverture à l'exploitation du tronçon de Sangil-dong à Hanam Pungsan,.

## Services aux voyageurs

### Desserte
Misa est desservie par les rames omnibus qui circulent sur la ligne, et notamment celle qui prolongent ou débutent sur la branche Hanam .

Installations
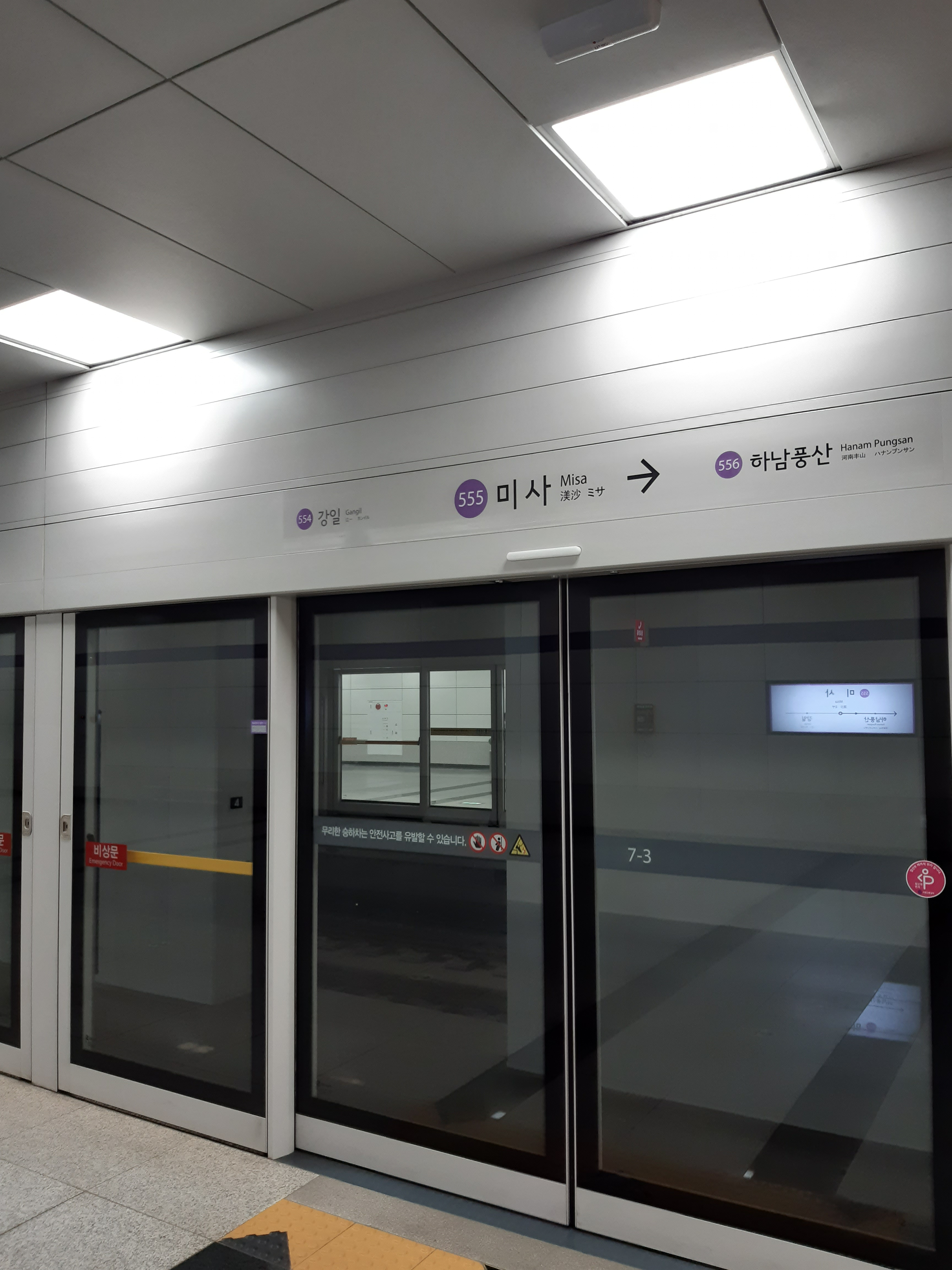
En 2021.
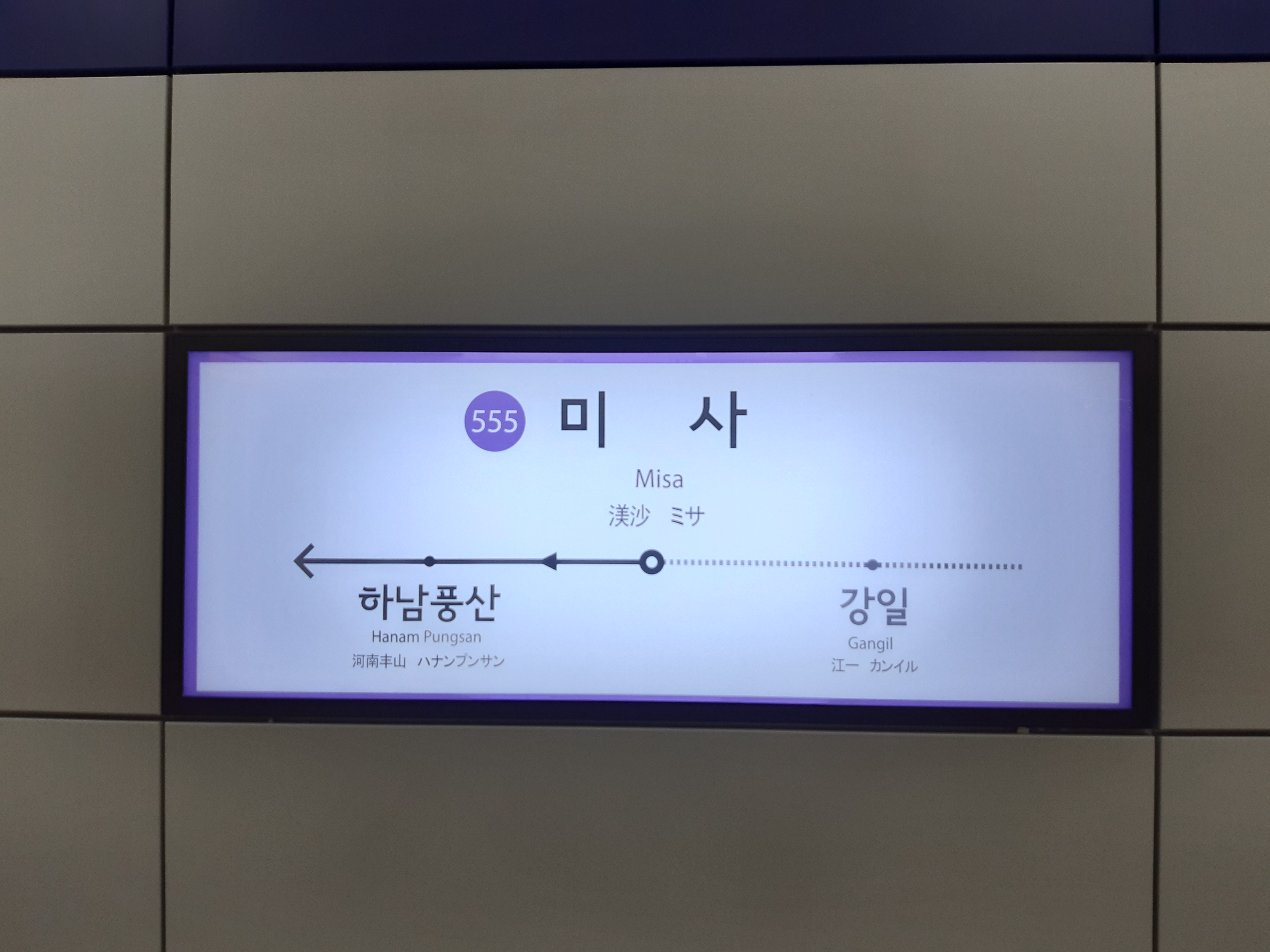
En 2021.
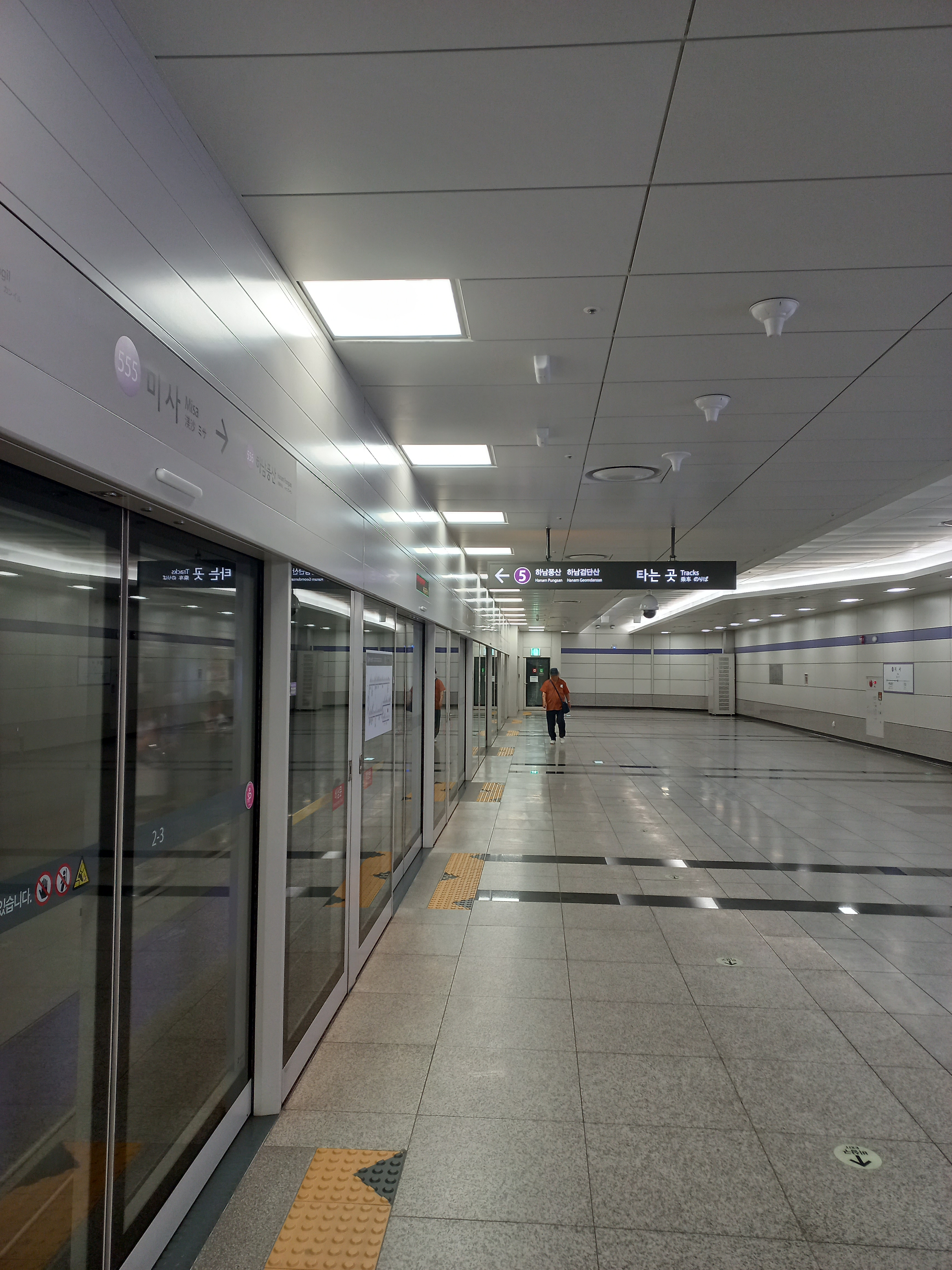
En 2023.

### Intermodalité
Des arrêts de bus sont situés à proximité.